# Carl Cowen Schirm

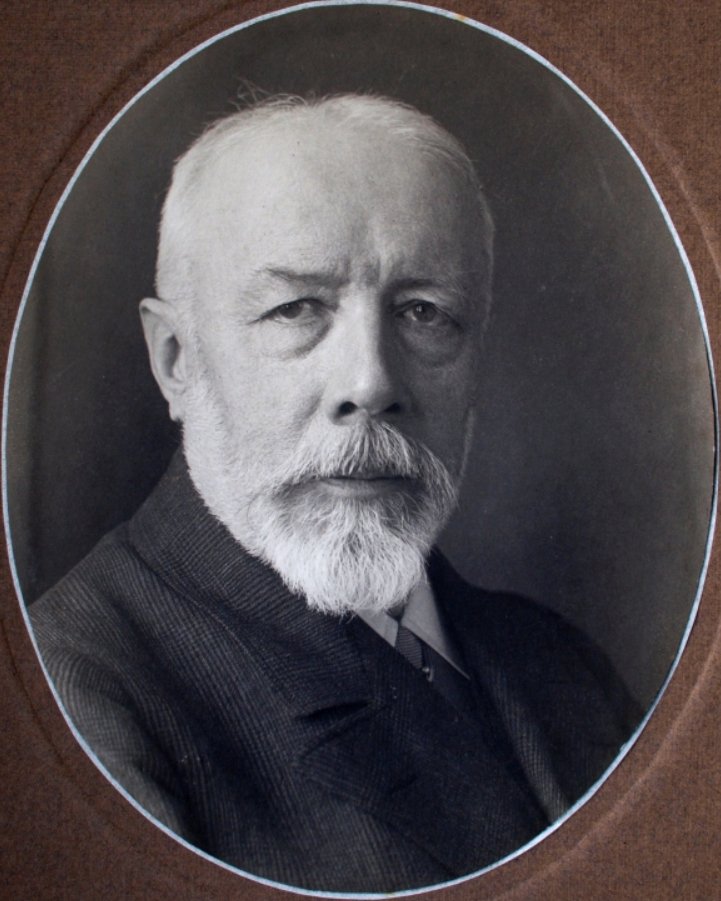
Retrato de Carl Coven Schirm

Johann Wilhelm Karl Cowen Schirm  (por designación propia Carl Cowen Schirm, apellido a veces también escrito Coven, * 24 de noviembre de 1852 en Wiesbaden; † 3 de abril de 1928 en Amelinghausen) fue un paisajista e inventor alemán. Es el más joven de la serie de pintores realistas de Wiesbaden, Ludwig Knaus, Adolf Seel y Kaspar Kögler.

## Vida
Karl Cowen Schirm, que no usó sus nombres paternos Johann y Wilhelm, se llamó a sí mismo Carl y firmó sus trabajos con CCSchirm y CCS, asistió a la escuela secundaria humanística en Wiesbaden. Después de estudiar inicialmente química y física en Bonn, decidió en 1875 por consejo de Christian Eduard Boettcher convertirse en pintor y estudió en la Escuela de Arte Großherzoglich Baden en Karlsruhe con Hans Fredrik Gude, Wilhelm Riefstahl, Carl Gussow y Ernst Hildebrand. Se convirtió en alumno de maestría con Gude, con cuya hija Gunhild se casó en 1882.
En 1880/81 realizó un largo viaje de estudios con sus compañeros pintores Adolf Meckel von Hemsbach y Eugen Bracht por Siria, Palestina y Egipto, de donde trajo estudios que convirtió en pinturas que son particularmente populares actualmente. La obra "Wadi Feiran" de su serie de Oriente ha estado en el inventario de la Alte Nationalgalerie de Berlín desde 1888.

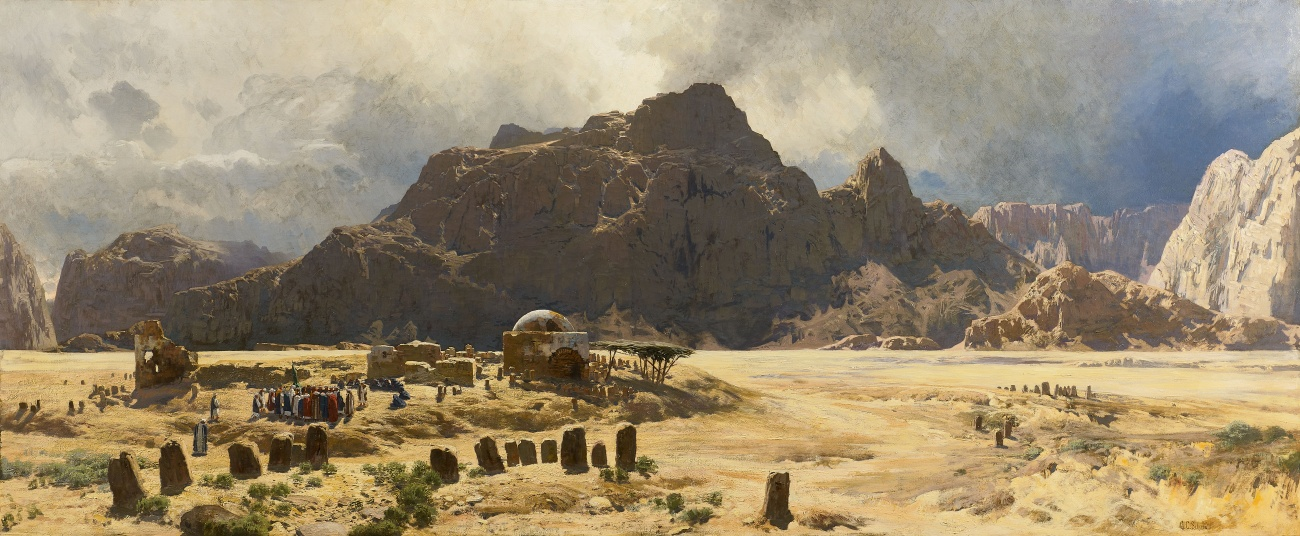
Paisaje del Sinaí

En 1882/83 trabajó en el Sedan Panorama de Anton von Werner en Berlín y, junto con Eugen Bracht, y fue el responsable de la ejecución de todas las representaciones de paisajes. También pintó el paisaje del diorama de Bismarck expuesto en el edificio panorámico de Berlín ("El encuentro de Bismarck con Napoleón III. En la mañana del 2 de septiembre de 1880 en la carretera entre Donchery y Sedan") de Anton von Werner.
Alrededor de 1887/1888 sus estudios lo llevaron a Lübeck, a la región de Trave en Gothmund y a la costa del mar Báltico.

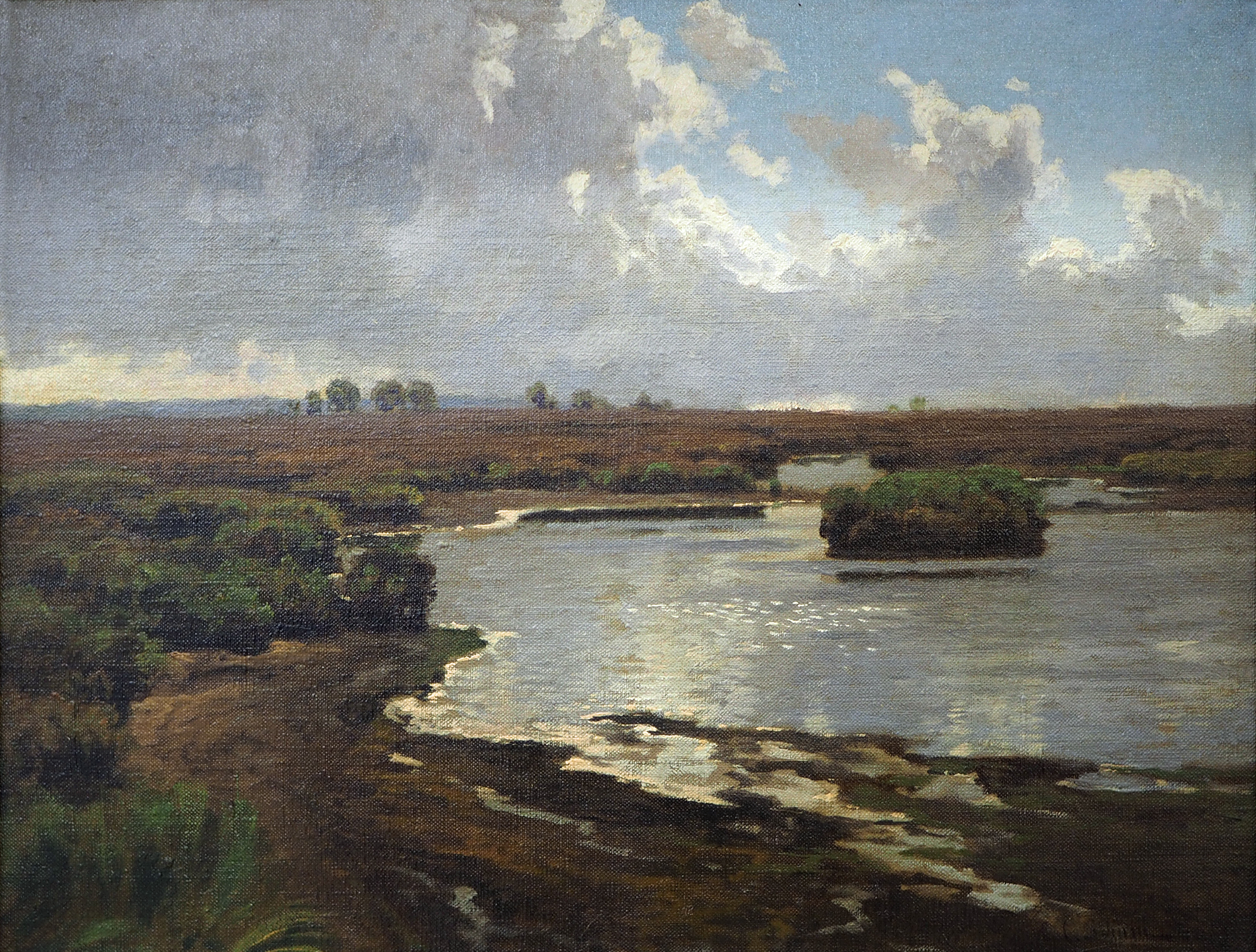
Manantial de Luhe

De 1883 a 1889 Schirm trabajó como director del estudio de pintura de paisajes en el Museo de Bellas Artes de Silesia en Breslau y luego de 1898 a 1913 en Berlín.
Como inventor respetado en el campo de las instantáneas con una cámara oscura, abrió un magnífico estudio fotográfico en Potsdamer Strasse en Berlín en 1889, el primer estudio fotográfico en fotografiar y copiar exclusivamente con luz de magnesio. Estaba equipado con la tecnología más moderna desarrollada por él e incluso fotografió allí al entusiasta joven Kaiser Guillermo II. En el campo de la fotografía, Schirm participó activamente en clubes y participó en exposiciones, especialmente en la década de 1890. Sus lámparas de destello fueron producidas en masa y vendidas por una empresa de Wrocław.
Hasta 1907 trabajó para su cuñado Otto Lessing en Berlín, desarrolló nuevos métodos y procesos con él y creó obras artísticas en esmalte y cerámica, incluyendo 1902 para la fuente Roland en Berlín-Tiergarten, la sala de refrescos en los grandes almacenes Wertheim y el restaurante Trarbach, así como la pintura de la gigantesca cúpula de la Gran Exposición de Arte de Berlín con Hans Koberstein, Woldemar Friedrich, Max Thiele, Max Friedrich Koch y Alexander Kips. En 1899, Schirm creó enormes murales en las ciudades de Kiel, Stettin, Danzig, Roma y Atenas y en la biblioteca de referencia del parlamento estatal de Prusia.
En Berlín se unió a la asociación de artistas Werkring, también fue miembro de la Allgemeine Deutsche Kunstgenossenschaft, la Asociación de Artes y Oficios Alemanes, la Asociación de Artistas Plásticos del Reich, la Gau Brandenburg, la Sociedad de Amigos de la Fotografía de Silesia, como miembro fundador, miembro de la junta y luego como miembro honorario, en la Asociación Fotográfica de Berlín, en la Sociedad Alemana de Amigos de la Fotografía en Berlín, en el Club de Fotógrafos Aficionados en Viena.

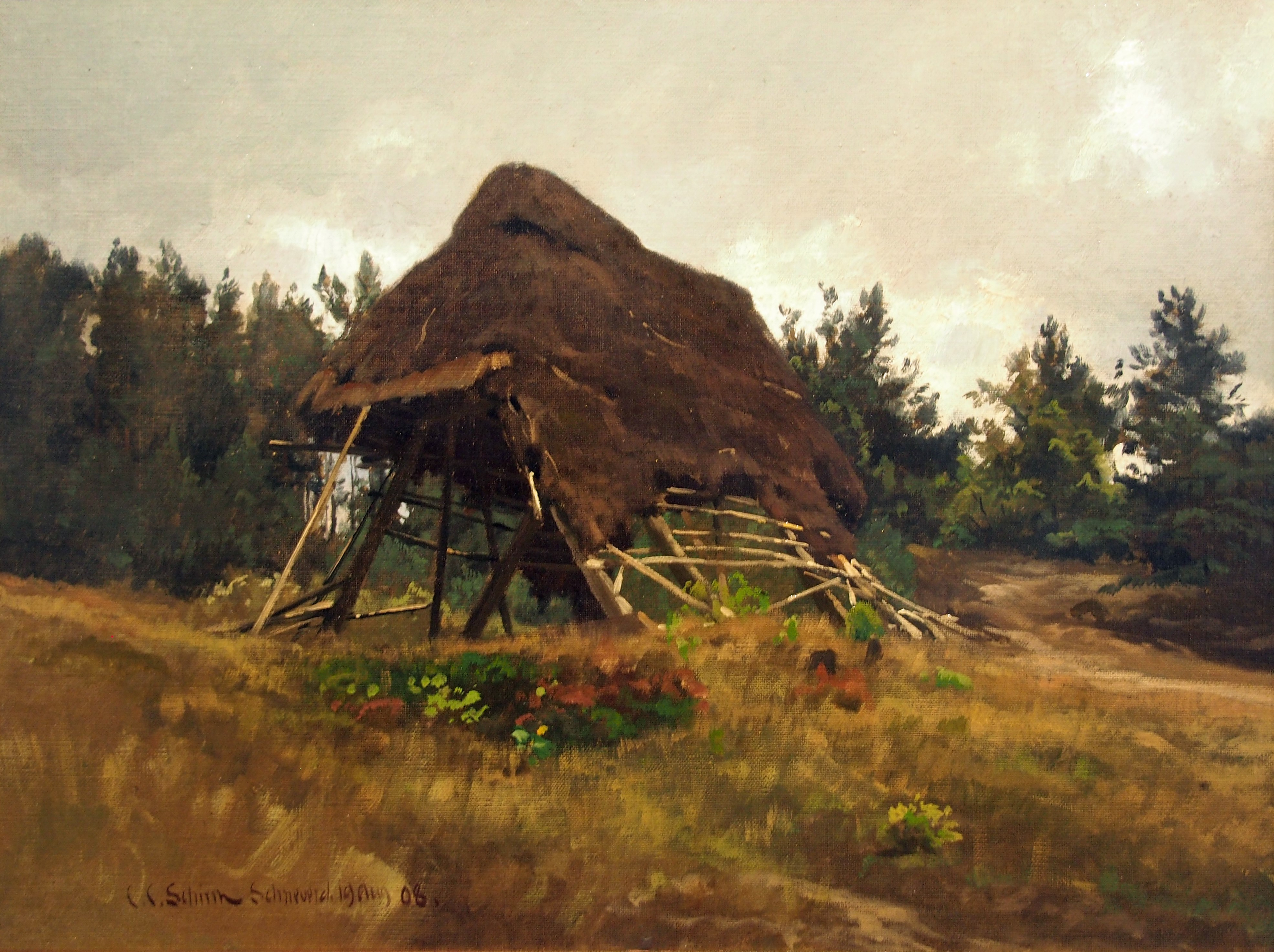
Redil abandonado, Museo Bomann, Celle

La lealtad de Schirm a Wiesbaden está documentada por su participación en diversas exposiciones, como la "Escuela de Pintura Kögler", en la que dio a conocer sus cuadros orientales en 1881, en ese momento. Uno de ellos, que representa la Llanura del Jordán, se conserva en el Museo de Wiesbaden. En la "Exposición de Arte del Jubileo" de la Nassauischer Kunstverein en 1897 para conmemorar su 50 aniversario, estuvo representado con cinco pinturas, dos de las cuales curiosamente fueron prestadas por Hermann Pagenstecher.
A partir de 1907 Schirm se dedicó de nuevo de forma intensiva a la pintura de paisajes y visitó con frecuencia el Lüneburg Heath, donde se instaló en Amelinghausen-Sottorf en 1918. Diez años después murió allí a la edad de 75 años y fue enterrado en Wiesbaden.

## Inventos en el campo de la fotografía
Los inventos más conocidos y exitosos de Schirm se encuentran en el campo de la fotografía.
Ya en su viaje a Oriente en 1870/71, llevó consigo hojas fotográficas de gelatina fácilmente transportables que había fabricado especialmente para este fin, con el fin de evitar que las autoridades aduaneras manipularan de forma destructiva las frágiles láminas fotográficas. A mediados de la década de 1880, mientras impartía clases en Breslau, Schirm experimentó con procesos fotográficos y, a partir de los conocimientos adquiridos en sus estudios de física y química, abordó la eliminación de defectos en la ya conocida fotografía instantánea con luz de magnesio.

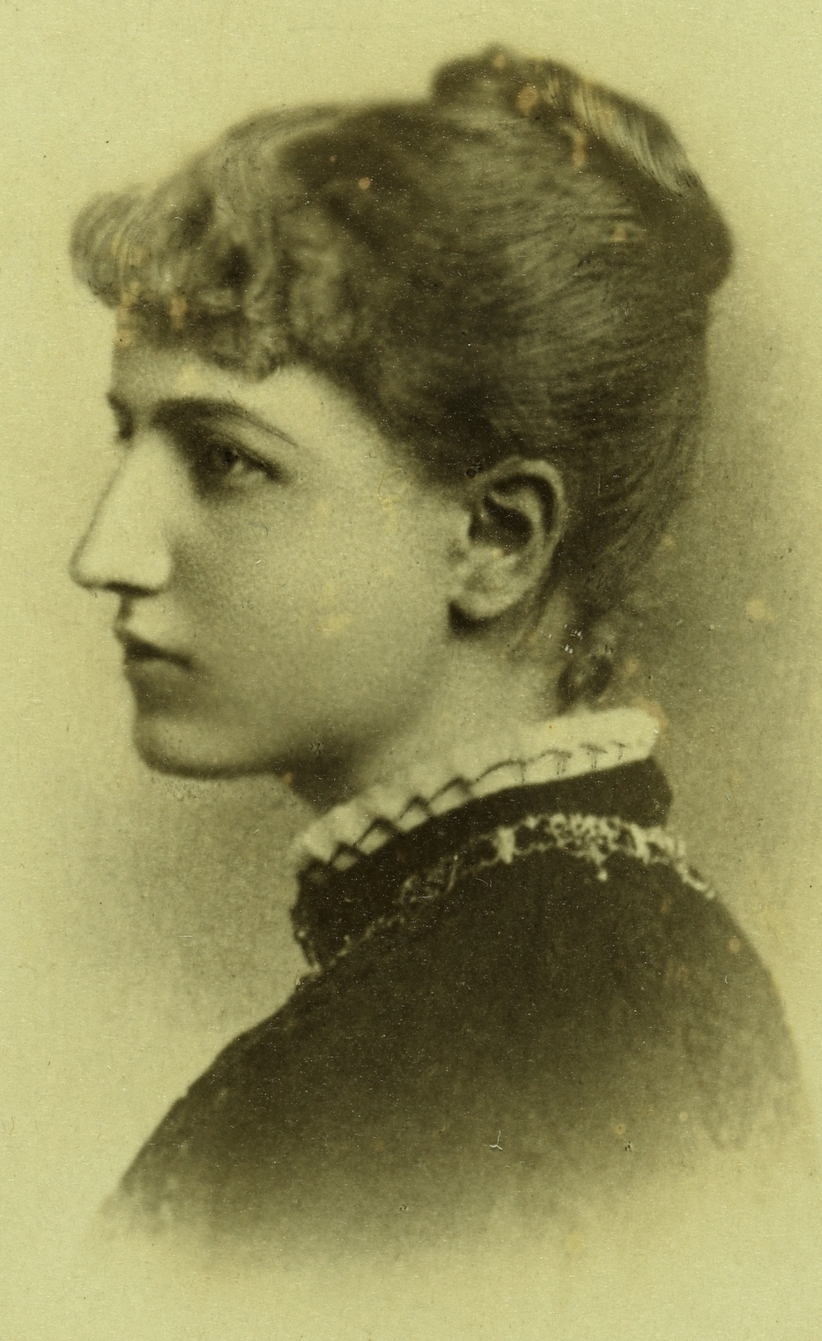
Retrato de Betsy Koch, Gudesamlingen - Norsk Folkemuseum

Schirm recibió el 4 de abril de 1888 la patente del Reich Imperial No. 45532 ("Aparato de iluminación con fines fotográficos") para la lámpara de destello de magnesio Schirm'sche  que inventó y nombró. Por primera vez, fue posible destellar de forma no tóxica en habitaciones cerradas, sin humo ni chispas. En el mismo año, Schirm publicó el ensayo "La iluminación con luz de magnesio con fines fotográficos" y en 1891 el artículo "Sobre la luz de magnesio"  .
El 19 de noviembre de 1888 se le concedió a Schirm la patente nº 45721, para el “Proceso fotomecánico para la reproducción de pinturas u objetos plásticos en el carácter de los esmaltes de Limoges", en la que se adelanta claramente la importancia de su colaboración con el escultor Otto Lessing.
Con patente imperial nº 53005 de 25 de octubre de 1889 ("Dispositivo para liberar el obturador de la lente en aparatos fotográficos y para introducir polvo de magnesio en un aparato de iluminación") creó la base para el mecanismo para la liberación simultánea del flash y la toma de fotografías, así como la liberación sincronizada de varias unidades de flash, que ahora resulta indispensable en cualquier cámara.
En octubre de 1890 recibió la patente de EE. UU. n.º 446891, para el "Método para producir luz intensa con magnesio u otros materiales brillantes".
El 12 de marzo de 1890, patentó su inofensiva lámpara de destellos de magnesio portátil con el número de patente 54423 del Reich (“Innovación en la producción de luz de magnesio”). Más patentes siguieron con mejoras en el 19 de diciembre de 1890 bajo el No. 62236 ("Dispositivo para generar luz de magnesio") y la patente No. 68501 el 28 de febrero de 1891.
CC Schirm recibido el 16 de mayo de 1888 de la Oficina Imperial de Patentes la patente del Reich No. 46246 para su "Aparato de Telegrafía Óptica". Este era un flash portátil que podía producir una rápida sucesión de destellos con pausas variables, que podía usarse para transmitir mensajes ópticamente, similar al código Morse eléctrico, un nuevo enfoque para la transmisión de señales en ese momento. El 15 de noviembre de 1888, recibió la patente Suiza No. 43 por su "Aparato Óptico para Telegrafía". El 17 En julio de 1891 recibió la patente del Reich No. 62939 por presentar una mejora. Ahora bien, el soplador y, por lo tanto, el flash no se activaban individualmente mediante un fuelle cada vez, sino que se aplicaban permanentemente como presión de gas y se liberaban mediante un botón. Esto significaba que los mensajes largos simplemente podían transmitirse ópticamente.

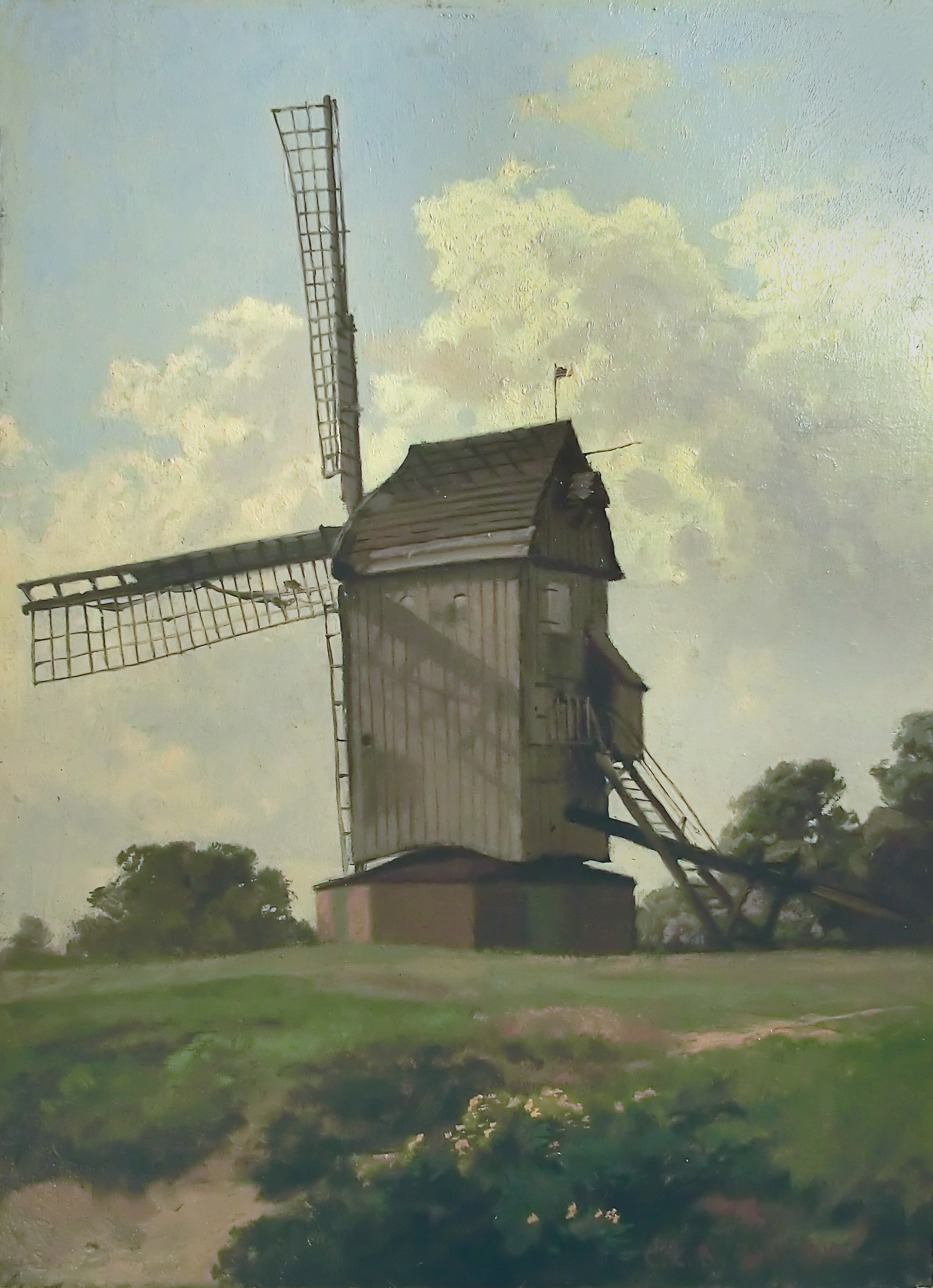
Viejo molino

Obtuvo también otras patentes en los campos de tecnología de impresión, cerámica, esmalte, moldeado, material de pintura:
- 1888: España, nº 8492
- 1889: Suiza, núm. 340 "Sellos y planchas de impresión autoentintables".
- 1890: España, N° 10384 "Un nuevo procedimiento para fabricar las planchas de imprimir suministrando la tinta automáticamente".
- 1894: Patente del Reich No. 89250 "Proceso para la producción de un fondo plateado uniforme para esmaltes".
- 1896: "Mejora de la durabilidad de las pinturas minerales mediante la adición de polvo de vidrio coloreado".
- 1896: Suiza, con Albert Silbermann, nº 13019 "Placa esmaltada con fondo plateado".
- 1896: Gran Bretaña, No. 13163 "Método mejorado para producir un suelo de plata uniforme para el esmalte subyacente".
- 1896: Gran Bretaña, No. 18949 "Mejora en óleo, acuarela y otras pinturas".
- 1897: con Otto Lessing "Procedimientos de formas cerámicas para museos".
- 1897: con Oto Lessing "Método para la producción de masas cerámicas".
- 1897: España, N° 20394 "Un procedimiento para obtener un fondo uniforme de plata para esmaltes".
- 1897: Gran Bretaña, con Otto Lessing, No. 4539 "Proceso mejorado para producir masas cerámicas"
- 1897: Gran Bretaña, con Otto Lessing, N° 10145 "Proceso de Reproducción de Obras Plásticas Originales".
- 1897: Gran Bretaña, con Otto Lessing, No. 11630 "Mejoras en piedra artificial para fines de esmerilado o abrasión".
- 1899: España, con Otto Lessing, N° 23840 "Mejoras en el procedimiento de producir las pastas cerámicas".
- 1899: España, con Otto Lessing, No. 23843 "Mejoras en el procedimiento de preparar la pintura para el óleo, la aquarela etc. “.
- 1899: EE. UU., con Albert Silbermann, No. 635901 "Método de esmaltado sobre pan de plata".
- 1905: Patente del Reich para: "Proceso para la producción de un compuesto de moldeo de cola a partir de cola de glicerina mezclada con ácido salicílico".

## Alumnos
- Robert Śliwiński (1840–1902)
- Gertrud Staats (1859–1938)
- Willy Hamacher (1865–1909)
- Clara Sachs (1862–1921)
- Alexander Olbricht (1851–1892)
- Dora Seemann (1858–1928)
- Elisabeth von König
- Cäcilie Molinari